# Maguda palpalis
Maguda palpalis là một loài bướm đêm trong họ Noctuidae.